# Гамильтон, Джеймс, 7-й герцог Гамильтон
Джеймс Джордж Дуглас-Гамильтон (18 февраля 1755 — 7 июля 1769) — крупный шотландский аристократ, 7-й герцог Гамильтон (1758—1769), 4-й герцог Брендон (1758—1769) и 4-й маркиз Дуглас (1761—1769).

## Биография
Родился в Холирудском дворце. Старший сын Джеймса Гамильтона (1724—1758), 6-го герцога Гамильтона и 3-го герцога Брендона (1742—1758), и Элизабет Каннинг (1733—1790), баронессы Гамильтон из Хамелдона.
При рождении получил титул маркиза Клайдсдейла. Получил образование в Итонском колледже.
В январе 1758 года после смерти своего отца малолетний Джеймс Джордж Гамильтон унаследовал титулы герцога Гамильтона и Брендона.
В июле 1761 года после смерти своего бездетного родственника Арчибальда Дугласа, 3-го маркиза Дугласа и 1-го герцога Дугласа, он унаследовал его владения и получил титул маркиза Дугласа.
7 июля 1769 года 14-летний Джеймс Джордж Гамильтон скончался от лихорадки в дворце Гамильтон. Ему наследовал младший брат Дуглас Гамильтон (1756—1799), 8-й герцог Гамильтон, 5-й герцог Брендон и 5-й маркиз Дуглас (1769—1799).